# Alain Ferrari
 (novembre 2021).
Si vous disposez d'ouvrages ou d'articles de référence ou si vous connaissez des sites web de qualité traitant du thème abordé ici, merci de compléter l'article en donnant les références utiles à sa vérifiabilité et en les liant à la section « Notes et références ».
Pour les articles homonymes, voir Ferrari.
Alain Ferrari est un réalisateur français de films documentaires. 

## Biographie
Diplômé de l'IDHEC, Alain Ferrari est, à ses débuts, second assistant de Robert Bresson sur le tournage du Procès de Jeanne d'Arc.
Parallèlement à sa carrière de réalisateur, il mène une activité de critique de cinéma. Proche des « néomacmahoniens »[Quoi ?] et notamment de Jacques Lourcelles, il a collaboré activement  à Présence du cinéma et, sous le pseudonyme de Pierre Vargas, au mensuel culturel Matulu de Michel Mourlet.

## Filmographie

### Télévision
- 1984 : Deux filles sur un banc
- 1986 : La Barbe-bleue

### Documentaires
- 2013 : René Clément, témoin et poète
- 2010 : Afrique, une autre histoire du XXe siècle
- 2009 : Tout (ou presque) sur Maigret
- 2005 : Pagnol et compagnie
- 1997 : Milice, film noir
- 1994 : Bosna ! (co-réalisé avec Bernard-Henri Lévy)
- 1993 : Un jour dans la mort de Sarajevo

## Publications
- Le poing dans la vitre: scénaristes et dialoguistes du cinéma français (1930-1960), Institut Lumière, 2006, 693 p.